# Župnija Vrhpolje (Nadškofija Ljubljana)
Za istoimensko župnijo koprske škofije glej Župnija Vrhpolje (Škofija Koper).
Župnija Vrhpolje je rimskokatoliška teritorialna župnija dekanije Domžale nadškofije Ljubljana.